# Storm Large
Pour les articles homonymes, voir Large (homonymie).
Storm Large, née Susan Storm Large, le 25 juin 1969 à Southborough (Massachusetts) aux États-Unis, est une chanteuse, compositrice, actrice et auteur. Elle attire l'attention en participant à l'émission de télé-réalité de CBS Rock Star: Supernova (en). Durant des années, elle est une artiste rock mais plus récemment elle étend son activité au théâtre et au monde du cabaret. Résidente de Portland dans l'Oregon, elle alterne les performances au sein de son propre groupe pour des concerts dans son pays mais aussi pour des tournées mondiales avec le groupe Pink Martini, originaire de Portland.

## Vie personnelle
Storm Large nait et grandit dans la banlieue de Southborough dans le Massachusetts . Depuis qu'elle a environ cinq ans, elle commence à chanter et à écrire des chansons. Elle est diplômée en 1987 de l'école St Mark, une prestigieuse école privée. Son père, Henry, y était professeur d'histoire mais aussi entraîneur de l'équipe de football jusqu'à sa retraite.
Après le lycée, elle entre à l'American Academy of Dramatic Arts de New York où elle obtient un diplôme universitaire en 1989.
Au début des années 1990, Storm Large déménage dans la région de la baie de San Francisco en Californie.
Elle s'installe à Portland en Oregon, en 2002. Elle voulait à l'origine quitter la musique et intégrer le Western Culinary Institute, mais à l'instigation d'amis et plus particulièrement Frank Faillace, le propriétaire du club de rock de Portland, le Dante's, elle commence à chanter avec un groupe qu'elle baptise The Balls.

## Carrière
À San Francisco, Storm Large créé les groupes Flower SF, Storm and Her Dirty Mouth puis Storm, Inc.. Elle joue également avec Michael Cavasito en duo dans Storm and Michael ou Storm and Friends.
Shaunna Hall (en) des groupes 4 Non Blondes et P-Funk rejoint Storm, Inc. en tant que guitariste rythmique. Shaunna est présente sur l'album The Calm Years et part en tournée avec le groupe durant quelques mois après la sortie de l'album.
Le 12 janvier 2012, Storm publie une biographie sous le titre Crazy Enough.
Il s'agit d'une extension de son spectacle de cabaret produit par le Portland Center Stage. Le livre, publié par Free Press, est un récit de son enfance avec une mère ayant des problèmes psychologiques, son passage en compétition d'aviron et de ses succès.

### The Balls
The Balls, également appelé Storm and the Balls, est formé en mai-juin 2002 lorsque Storm déménage à Portland. Storm and the Balls se composait de Davey Loprinzi à la basse, James Beaton aux claviers et Brian Parnell à la batterie. The Balls attire ce que les médias locaux appellent une sorte de culte qui se prolonge dans les clubs, surtout pendant les spectacles des nuits du mercredi au Dante's.
Ils effectuent des salon-core, Mashup avec des reprises d'artistes tels que ABBA, Black Sabbath, Cheap Trick, Billy Idol, Led Zeppelin, Motörhead et Olivia Newton-John mais aussi des morceaux de leurs propres compositions. Storm travaille à temps partiel en tant que barmaid au Dante's quand elle n'est pas en tournée avec The Balls. The Balls font des ouvertures de concert avec Everclear pour Nina Hagen, Hank 3, Pleasure Club et Nancy Sinatra, entre autres.
Storm Large a également chanté avec John Doe, Rufus Wainwright, China Forbes, Darcelle, George Clinton, Katey Sagal, Michael McKean, Eric McFadden et Animotion.

### Drumattica
Au cours de ses spectacles, Storm a remplacé Jen Folker, au chant, aux côtés de Rob Wynia (du groupe Floater) avec Drumattica, un groupe de Portland.

### San Francisco
Avant de s'installer à Portland, elle joue dans la région de la baie de San Francisco avec ses anciens groupes Storm Inc., Storm and Her Dirty Mouth et FlowerSF. Pendant ce temps, elle était serveuse au bar Rat and Raven à Noe Valley .

## Théâtre et tournages
Storm Large joue le rôle de Sally Bowles (en) au Portland Center Stage (en), dans la comédie musicale Cabaret. C'est aussi au Portland Center Stage qu'elle présente pour la première fois son autobiographie musicale Crazy Enough.
Elle termine le tournage de Rid of Me de James Westby, avec Katie O'Grady, John Keyser, Theresa Russell et Art Alexakis .
En 2008, Storm Large créé son spectacle solo, Crazy Enough qu'elle présente au Portland State Center. Elle obtient des critiques dithyrambiques. Le spectacle est diffusé au festival off d'Edimbourg en 2010 et au Off-Broadway, au printemps 2011.
Elle apparaît dans Harps and Angels de Randy Newman au Mark Taper Forum (en) du 10 novembre au 22 décembre 2010.
Elle fait une brève apparition dans le rôle d'une laitière allemande dans le film Bucksville de Chel White (en).

## Télévision

### Rock Star
Storm Large est plus connue pour ses apparitions en tant que concurrente dans l'émission de téléréalité Rock Star : Supernova. Elle est éliminée le 6 septembre 2006, lors du dernier spectacle avant la finale de la saison. Après son élimination, l'animateur Dave Navarro enregistre un morceau de guitare pour son single Ladylike : il était prévu qu'elle fasse l'ouverture pour la tournée du groupe Rock Star Supernova lors de la tournée en janvier 2007, mais elle et son compagnon, également concurrent, Magni Ásgeirsson, sont écartés pour des raisons financières. Le 14 octobre 2006, Ladylike fait ses débuts à la cinquième place du Billboard Hot 100.

### Autres apparitions
En plus d'avoir été une concurrente du Rock Star : Supernova, Storm Large est invitée au talk-show The Ellen DeGeneres Show le 11 septembre 2006. Avec Ellen, elle y parle de son enfance et interprète We Are the Champions de Queen avec Paul Mirkovich de la Rock Star : Supernova qui l'accompagne au piano.
Le 26 septembre 2006, Storm Large chante The Star-Spangled Banner lors de la deuxième saison de la saison de l'émission de télé-réalité The Contender. Elle chante à nouveau l'hymne national américain, le 4 novembre 2006 lors du match d'ouverture à domicile de la saison 2006-2007 des Trail Blazers de Portland.
Storm Large est également apparue dans une interview de rue pour un épisode de la série documentaire Real Sex sur HBO.
Lorsque la chanteuse de Pink Martini, China Forbes a subi une opération des cordes vocales, [13] Storm Large part en tournée avec le groupe du 4 juillet au 16 décembre 2011, pour un remplacement temporaire, puis elle rejoint le groupe, en 2013, pour l'album Get Happy mais aussi en tant que chanteuse co-leader pour la tournée mondiale qui suit.

## Discographie

### Albums studio
| Nom d'album               | Date        | Alias de Storm            |
| ------------------------- | ----------- | ------------------------- |
| Big Daddy Large           | 1995        | FlowerSF                  |
| Storm and Her Dirty Mouth | 1998        | Storm and Her Dirty Mouth |
| The Calm Years            | 2000        | Storm Inc.                |
| Hanging With The Balls    | 2003        | The Balls                 |
| Vasectomy                 | 2005        | The Balls                 |
| Ladylike Side One         | 5 juin 2007 | Storm Large               |
| Crazy Enough              | 2009        | Storm Large               |

### Single
| Nom du single | Note                | Date |
| ------------- | ------------------- | ---- |
| Ladylike      | Storm and The Balls | 2006 |
| Ladylike      | avec Dave Navarro   | 2006 |

### Autres apparitions
- Little Drummer Boy (FlowerSF) (Noël à San Francisco avec divers artistes en 1995)
- Ego (FlowerSF) sur l'album She's a Rebel (artistes divers) 1997
- About You, Let Go : Infinite Syndrome de Bugs (1997)
- I'm not alright, Lust, Superman, Ima Yora, Geraldine, Crazy Love : Storm & her dirty mouth (1998)
- You Don't Bring Me Flowers Anymore (Ruff Mix) : You Are Here d'Insecto (1999)
- Rape Me (Storm Inc.) : Nearvana : San Francisco (artistes divers - 2002)
- Down, Lovetractors 4 Sale : Planet of the Fish (Alien Lovestock - 2004)
- Valentine's Day, Closer Closer, Ruin Everything : Sessions at East (Auditory Sculpture - 2006)
- Asylum Road : Dearly Departed (artistes divers - 2008)
- Voices : Shakers' Sessions (artistes divers - 2011)

## Sources
- (en) Cet article est partiellement ou en totalité issu de l’article de Wikipédia en anglais intitulé « Storm Large » (voir la liste des auteurs).
- Pink Martini : La vénéneuse Storm Large, sublime intérimaire - Pure people - 20/7/2012
- Storm Large, nouvelle chanteuse de Pink Martini, ébahit les spectateurs américains. Découvrez-la à Montreux! - lasaison.ch - 31/8/2011
- (en) Storm Large chante à Jacksonville - 15/08/2014
- (en) Storm large annonce son nouvel album Le bonheur - 28/7/2014